# 吉约讷河
吉约讷河（法語：Guyonne，法語發音：[gɥijɔn]）是法国法蘭西島大區伊夫林省的河流，是略泰勒河的左支流，长11.9千米，发源自伊夫林地区圣莱热，于旧诺夫勒流入略泰勒河。